# Kieran Reilly
Kieran Reilly, född 12 juli 2001 i Gateshead, är en brittisk BMX-cyklist.

## Karriär
Kieran Reilly tog silver i BMX-klassen freestyle vid OS 2024.